# Орден Труда (Молдова)
Орден Труда (рум. Ordinul Muncii) — государственная награда Республики Молдова.

## Положение об ордене
Орденом награждаются за трудовые заслуги и особые успехи во всех областях деятельности.

## Описание знака ордена
Знак ордена изготавливается из томпака с позолотой и представляет собой слегка выпуклую восьмиконечную звезду, образованную четырьмя стилизованными под колосья лучами и четырьмя гранеными лучами со срезом на конус. В центре — посеребренная стилизованная рельефная шестерня с рельефной надписью по кругу: в верхней части — «Gloria Muncii», в нижней — «Moldova». В центре шестерни — изображение Государственного флага с синим, желтым и красным эмалевым покрытием. Под флагом — позолоченное рельефное изображение двух расходящихся лавровых веточек и посеребренные рельефные линии по вертикали. Диаметр ордена — 45 мм. Орден имеет на оборотной стороне нарезной штифт с гайкой для крепления к одежде.

## Коллективные вручения
1. Государственный университет медицины и фармакологии имени Николая Тестемицану (6 октября 2005)[1].
2. Акционерное общество «Apă-Canal Chişinău» (11 декабря 2012)[2].
3. Национальный колледж медицины и фармации имени Раисы Пакало (5 июня 2014)[3].
4. Швейная фабрика «Ionel» S.A. (9 сентября 2015)[4].
5. Общество с ограниченной ответственностью «LUKOIL-Moldova» (7 декабря 2015)[5].
6. Акционерное общество «Комбинат картонных изделий» (Кишинэу) (13 февраля 2019)[6].
7. Комбинат строительных материалов «MACON» S.A. (17 октября 2019)[7].
8. Государственное предприятие «Fabrica de Sticlă din Chișinău» (29 июля 2020)[8].